# Кютцинг, Фридрих
Фри́дрих Трауго́тт Кю́тцинг (нем. Friedrich Traugott Kützing; 8 декабря 1807, Риттебург близ Артерна — 9 сентября 1892, Нордхаузен) — ботаник-альголог.
Был аптекарем, позже поступил в университет в Галле, где полностью посвятил себя изучению водорослей. Он обработал в 1833 году «Synopsis Diatomearum», издал гербарий «Algae aquae dulcis» (16 тетрадей, Галле, 1833—1836). Затем Кютцинг был учителем естественной истории в Нордхаузене, до 1883.

## Печатные труды
Труды Кютцинга многочисленны, из них наиболее выделяются:
- «Phycologia generalis oder Anatomie, Physiologie und Systematik der Tange» (Лпц., 80 табл., 1843)
- «Die kieselschalige Bacillarien oder Diatomeen» (Нордгаузен, 1844, 30 табл.)
- «Phycologia germanica» (Нордгаузен, 1846)
- «Tabulae phycologicae oder Abbildungen der Tange» (Нордгаузен, 20 т., 2 тыс. табл.)
- «Die Umwandlung niederer Algenformen in höhere» (Гаарлем, 1841, с 16 табл.)
- «Species algarum» (Лпц, 1849)
- «Grundzüge der philosophischen Botanik» (Лпц., 1851—1852, с 18 табл.).

Научно-ботанические описания дрожжей, их строения и размножения были сделаны только в 30-х годах XIX века одновременно:
- 1838 — К. Латуром во Франции;
- 1837 — Т. Шванном в Германии;
- 1839 — Ф. Кютцингом в Германии.

В результате этих работ дрожжи были отнесены к грибам.